# Лейніл Френціс Ю
Лейніл Френціс Ю (англ. Leinil Francis Yu, 31 липня 1977) — філіппінський художник коміксів, який почав працювати на американському ринку через Wildstorm Productions. В інтерв'ю, опублікованому в щоденному бюлетені Marvel, він описав свій стиль як "Динамічний Псевдореалізм".

### Внутрішня робота

#### DC
- Batman/Danger Girl: "Dangerous Connections" (з Енді Гертнеллом, ван-шот, 2005)
- High Roads, miniseries, #1-6 (зі Скоттом Лобделлом, 2002)
- Superman: Birthright, обмежена серія, #1-12 (з Марком Вейдом, 2003–04)
- Silent Dragon, мінісерія, #1-6 (з Енді Діґґлом, Wildstorm, 2005–06)

#### Marvel
- Avengers, vol. 5, 18-23, 29-34 (2013)
- Avengers vs. X-Men: AvX #5 (Hawkeye vs. The Angel]]) (З Меттом Фрацтіоном, 2012)
- Avenging Spider-Man #5 (з Зебом Веллсом, 2012)
- AXIS #3-4, 8 (2014)
- Captain America #1-6 (з Та-Негісі Коатесом, 2018)
- Civil War (Secret Wars) #1-5 (2015)
- Civil War: Choosing Sides: "Switching Sides" (з Марком Ґуґґетгеймом, ван-шот, 2006)
- Fallen Son: The Death of Captain America #1: "Denial" (з Джефом Лебом, 2007)
- Fantastic Four, vol. 1, #600: "The Arc" (з Джонатаном Гікманаом, 2011)
- Fantastic Four, vol. 3, (The Thing) Annual 2001
- Indestructible Hulk #1-5 (2012–13)
- New Avengers Finale (з Браяном Майклом Бендісом, разом з іншими художниками, ван-шот, 2010)
- New Avengers #22, 27-37 (усі малюнки); 50 (разом з іншими художниками) (з Браяном Бендісом, 2006–09)
- New Avengers Finale (разом з іншими художниками) (2010)
- Hulk #23: "Who Is the Red Hulk?" (with Jeph Loeb, разом з іншими художниками, 2010)
- Secret Invasion, miniseries, #1-8 (з Браяном Бендісом, 2008–09)
- Star Wars, vol. 2, #16-19 (2016)
- Supercrooks #1-4 (with Mark Millar, Icon, 2012)
- Superior #1-7 (with Mark Millar, Icon, 2010–12)
- Ultimate Avengers vs. New Ultimates #1-6 (2011)
- Ultimate Wolverine vs. Hulk, miniseries, #1-6 (з Демоном Лінделофом, 2006–09)
- Ultimate X4 (Fantastic Four/X-Men) #2 (з Майком Кері та Паскаль Феррі, 2006)
- New X-Men Annual '01: "The Man from Room X" (з Ґрантом Моррісоном, 2001)
- Ultimate Comics: Avengers (2010–11):
  - Ultimate Comics: Avengers 2 #1-6 (з Марком Міллером, 2010)
  - Ultimate Comics: Avengers vs. New Ultimates #1-6 (з Марком Міллером, 2011)
- Ultimate X-Men Annual #2: "Why Xavier's Cat is Named Mystique" (з Роберот Кіркманом, 2006)
- Uncanny X-Men #364, 366-367 (with Steven T. Seagle, Alan Davis and Fabian Nicieza, 1999)
- Wolverine (1997–1999):
  - "The Wind from the East" (з Ларрі Гамою, у #113, 1997)
  - "For the Snark Was a Boojum, You See!" (з Ларрі Гамою, у #114, 1997)
  - "A Whiff of Sartre's Madeleine!" (з Ларрі Гамою та Кері Нордом, у #-1, 1997)
  - "Operation: Zero Tolerance" (з Леррі Гамою, у #115-118, 1997)
  - "Not Dead Yet" (з Варреном Еллісом, у #119-122, 1997-1998)
  - "Logan's Run!" (з Крісом Клермонтом, у #125, 1998)
  - "Blood Wedding" (з Крісом Клермонтом, у #126, 1998)
  - "Survival of the Fittest" (з Тоддом Дезаґо, у #129-130, 1998)
  - "A Rage in the Cage" (з Фабіаном Ніцейзом, у #132, 1998)
  - "The Freaks Come Out at Night" (з Еріком Ларсеном, у #139, 1999)
  - "Vengeance" (з Еріком Ларсеном, у #140, 1999)
  - "Broken Dreams" (з Еріком Ларсеном та Ерік Стефенсоном, у #141, 1999)
  - "Reunion" (з Еріком Ларсеном та Ерік Стефенсоном, у #142-143, 1999)
  - "On the Edge of Darkness" (з Еріком Ларсеном, у #145, 1999)
- X-Men, vol. 2 (then X-Men: Legacy) #100-102, 104-108, 110-113, Annual 2001 (з Крісом Клермонтом та Скотт Лобделлом, 2000-2001

### Інтерв'ю
- Dynamic Forces Interview [Архівовано 26 листопада 2021 у Wayback Machine.]
- 2006 interview, Comicon.com
- Leinil's Big Swut Bonanza

1. ↑  Korean Authority File
2. ↑  MAK
3. ↑  datos.bne.es: El portal de datos bibliográficos de la Biblioteca Nacional de España — 2011.